# 康正
康正（）は、日本の元号の一つ。享徳の後、長禄の前。1455年から1457年までの期間を指す。この時代の天皇は後花園天皇。室町幕府将軍は足利義政。

## 改元
- 享徳4年7月25日（ユリウス暦1455年9月6日） 改元
- 康正3年9月28日（ユリウス暦1457年10月16日） 長禄に改元

## 康正期におきた出来事
- 3年4月8日（1457年5月1日） - 太田道灌が武蔵国荏原郡桜田郷に江戸城を築城。

### 出生
- 元年4月25日（1455年5月11日） - 三条西実隆、公卿（天文6年死去）
- 元年9月3日（1455年10月13日）- 陶弘護、周防守護代（文明14年死去）
- 元年（1455年）- 赤松政則、播磨守護（明応5年死去）
- 元年（1455年） - 富樫政親、加賀守護（長享2年死去）
- 元年（1455年）[1] - 武田元信、若狭守護（大永元年死去）
- 2年2月2日（1456年3月8日） - 伏見宮邦高親王、皇族（享禄5年死去）
- 2年（1456年） - 蠣崎光広、蝦夷の領主（永正15年死去）
- 2年（1456年）[2]- 北条早雲、相模・伊豆の戦国大名（永正16年死去）
- 3年（1457年）- 斯波義寛、尾張守護（永正10年死去）

### 死去
- 2年8月29日（1456年9月28日）- 伏見宮貞成親王、皇族で後花園天皇の父（応安5年出生）
- 2年10月2日（1456年11月8日）- 六角久頼、近江守護（生年不詳）

## 西暦との対照表
※は小の月を示す。
| 康正元年（乙亥） | 一月      | 二月※ | 三月  | 四月  | 閏四月※ | 五月 | 六月※ | 七月 | 八月※ | 九月  | 十月※   | 十一月 | 十二月※  |
| ---------------- | --------- | ----- | ----- | ----- | ------- | ---- | ----- | ---- | ----- | ----- | ------- | ------ | -------- |
| ユリウス暦       | 1455/1/18 | 2/17  | 3/18  | 4/17  | 5/17    | 6/15 | 7/15  | 8/13 | 9/12  | 10/11 | 11/10   | 12/9   | 1456/1/8 |
| 康正二年（丙子） | 一月      | 二月※ | 三月  | 四月※ | 五月    | 六月 | 七月※ | 八月 | 九月※ | 十月  | 十一月※ | 十二月 |          |
| ユリウス暦       | 1456/2/6  | 3/7   | 4/5   | 5/5   | 6/3     | 7/3  | 8/2   | 8/31 | 9/30  | 10/29 | 11/28   | 12/27  |          |
| 康正三年（丁丑） | 一月※     | 二月  | 三月※ | 四月  | 五月※   | 六月 | 七月※ | 八月 | 九月  | 十月※ | 十一月  | 十二月 |          |
| ユリウス暦       | 1457/1/26 | 2/24  | 3/26  | 4/24  | 5/24    | 6/22 | 7/22  | 8/20 | 9/19  | 10/19 | 11/17   | 12/17  |          |